# Матч с гробом

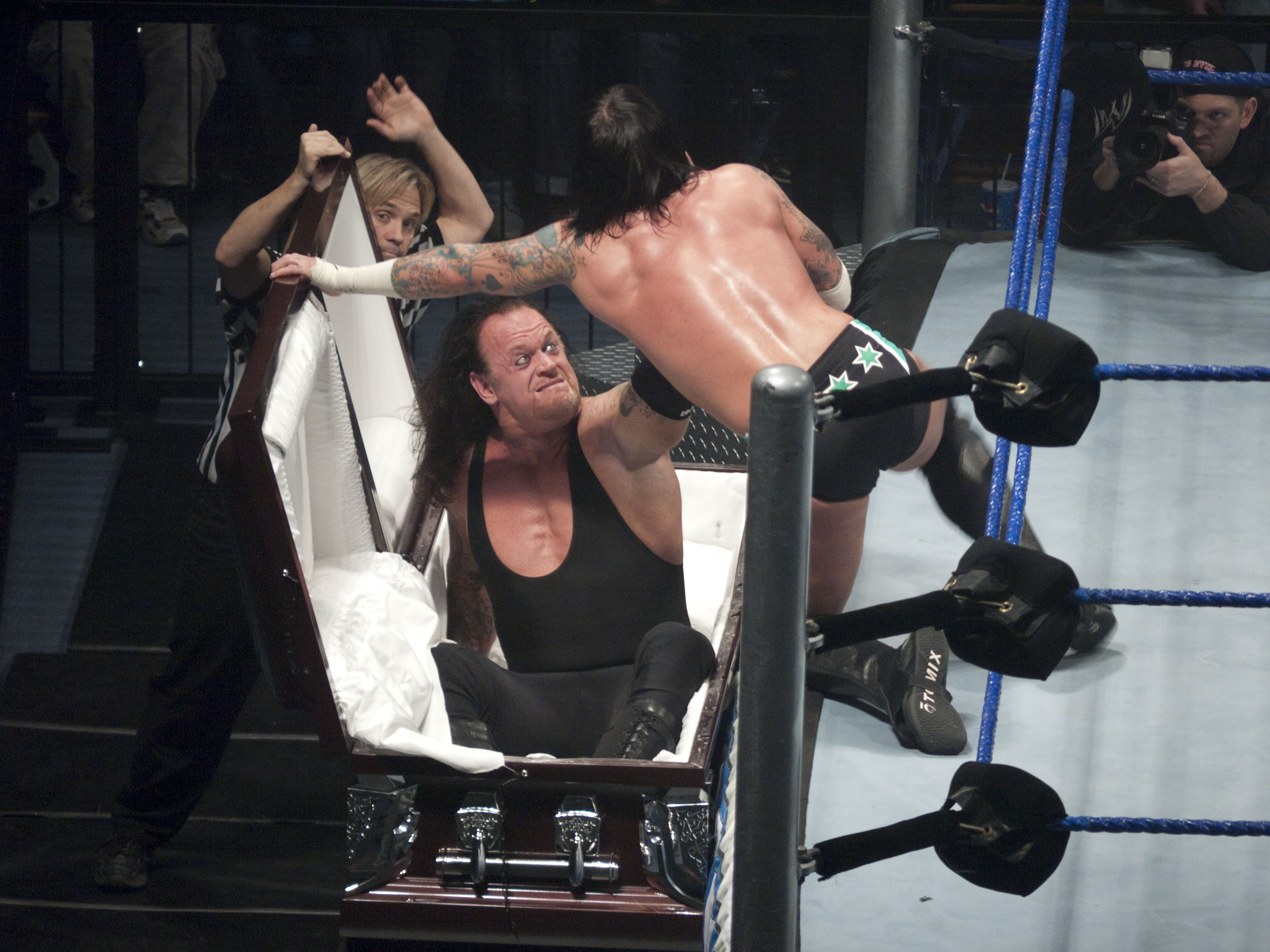
Гробовщик против Си Эм Панка в матче с гробом.

Матч с гробом (англ. Casket match) — тип матча в рестлинге, который предусматривает наличие гроба возле ринга, цель матча — положить в него соперника и закрыть крышку.
Впервые матч с гробом (англ. Coffin match) был проведен в 1970-х годах между Дасти Роудсом и Иваном Колоффом. Этот тип матча был возрожден Гробовщиком и впервые был показан на телевидении на шоу Survivor Series в 1992 года, где Гробовщик победил Камалу. До этого, 14 июля 1991 года, Последний воин победил Гробовщика в матче с гробом в Сент-Луисе, Миссури. Это один из фирменных матчей Гробовщика, всего он провёл 17 таких матчей, в 11 из которых победил. Помимо WWE, матч с гробом проводился в Total Nonstop Action Wrestling и Lucha Underground. Существует облегченная версия матча с гробом, когда победа достигается не путем помещения соперника в гроб, а с помощью удержания или болевого приёма. Однако побежденный рестлер затем помещается в гроб. 15 июля 2021 года состоялся первый матч с гробом в All Elite Wrestling, Дарби Аллин победил Итана Пейджа на AEW Dynamite (Fyter Fest).

## Список матчей с гробом в WWE
| №  | Матч                                                                                       | Шоу                               | Дата             |
| -- | ------------------------------------------------------------------------------------------ | --------------------------------- | ---------------- |
| 1  | Гробовщик победил Камалу                                                                   | Survivor Series 1992              | 25 ноября 1992   |
| 2  | Ёкодзуна победил Гробовщика в матче за титул чемпиона WWF                                  | Royal Rumble 1994                 | 22 января 1994   |
| 3  | Гробовщик победил Ёкодзунe, специальный судья — Чак Норрис                                 | Survivor Series 1994              | 23 ноября 1994   |
| 4  | Гробовщик победил Каму                                                                     | In Your House 2                   | 23 июля 1995     |
| 5  | Гробовщик победил Каму                                                                     | SummerSlam 1995                   | 27 августа 1995  |
| 6  | Гробовщик победил Короля Мейбла                                                            | In Your House 5: Seasons Beatings | 17 декабря 1995  |
| 7  | Голдаст победил Гробовщика в матче за титул интерконтинентального чемпиона WWF             | In Your House 8: Beware of Dog    | 28 мая 1996      |
| 8  | Шон Майклз победил Гробовщика в матче за титул чемпиона WWF                                | Royal Rumble 1998                 | 18 января 1998   |
| 9  | Гробовщик против Кейна, без результата после того, как оба рестлера разрушили гроб изнутри | Raw                               | 19 октября 1998  |
| 10 | Гробовщик победил Скалу                                                                    | Raw                               | 17 мая 1999      |
| 11 | Мидеон и Висцера победили Трипл Эйча                                                       | SmackDown!                        | 21 сентября 1999 |
| 12 | Кейн победил Трипл Эйча                                                                    | Raw                               | 28 октября 2002  |
| 13 | Гробовщик победил Хайденрайха                                                              | Royal Rumble 2005                 | 30 января 2005   |
| 14 | Рэнди Ортон и Боб Ортон-младший победили Гробовщика                                        | No Mercy 2005                     | 9 октября 2005   |
| 15 | Гробовщик победил Марка Генри                                                              | WrestleMania 22                   | 2 апреля 2006    |
| 16 | Гробовщик победил Марка Генри                                                              | Raw                               | 10 марта 2008    |
| 17 | Гробовщик победил Чаво Герреро                                                             | SmackDown!                        | 31 октября 2008  |
| 18 | Гробовщик победил Биг Шоу                                                                  | Survivor Series 2008              | 23 ноября 2008   |
| 19 | Дэниел Брайан победил Кейна                                                                | SmackDown!                        | 29 января 2015   |
| 20 | Гробовщик победил Русева                                                                   | Greatest Royal Rumble             | 27 апреля 2018   |

## Список матчей с гробом в TNA
| № | Матч                              | Шоу                   | Дата             |
| - | --------------------------------- | --------------------- | ---------------- |
| 1 | Ди-Ло Браун победил Сонни Сиаки   | NWA-TNA PPV #62       | 17 сентября 2003 |
| 2 | Абисс побелил Ди’Анджело Динеро   | Final Resolution 2010 | 5 декабря 2010   |
| 3 | Мистер Андерсон победил Булли Рея | Impact Wrestling      | 13 февраля 2014  |
| 4 | Су Юнг победила Элли              | Impact Wrestling      | 31 мая 2018      |

### Матч Last Rites
Матч Last Rites — это разновидность матча в Total Nonstop Action Wrestling, в котором гроб опускается в центр ринга, а цель — затащить противника в гроб, который после матча поднимается к потолку. Был проведен только один матч Last Rites, между Стингом и Абиссом на Destination X в 2007 году. Винс Руссо придумал этот матч. Матч был воспринят как катастрофа, потому что ни один из рестлеров не мог нормально работать из-за размещения гроба на ринге, который ограничивал и мешал их рабочему пространству. Матч прошел настолько плохо, что во время матча разъяренная толпа кричала «Увольте Руссо!» так громко, что комментаторам пришлось кричать в микрофоны, чтобы их услышали.

## Список матчей с гробом в AEW
| № | Матч                                  | Шоу                          | Дата           |
| - | ------------------------------------- | ---------------------------- | -------------- |
| 1 | Дарби Аллин победил Итана Пейджа      | Dynamite: Fyter Fest Night 1 | 14 июля 2021   |
| 2 | Дарби Аллин победил Андраде Эль Идоло | Dynamite                     | 20 апреля 2022 |